# Senyoria d'Aach
La senyoria d'Aach fou un domini feudal sobre la vila d'Aach avui al Baden-Württemberg que va pertànyer a Àustria.
S'esmenta al segle xi encara amb el nom llatí d'Oppidum Ach in Hegovia. El 1283 la vila d'Aach va rebre drets de Rodolf I d'Alemanya; va formar part del districte d'Àustria Anterior, i va pertànyer als Habsburg en els segles següents. El 1499 s'hi van lliurar algunes batalles durant la guerra de Suàbia; el 1525 la revolta dels camperols va afectar la ciutat que era refugi dels aristòcrates fugits de les poblacions més afectades; els camperols la van ocupar breument. El 25 de març de 1799 fou teatre de la batalla d'Ach entre els francesos i els imperials, amb victòria de Napoleó; llavors la ciutat va quedar inclosa al gran ducat de Baden, que el 1871 va ingressar a la confederació Alemanya. Després de la II Guerra Mundial va passar a Baden-Württemberg.